# Angel of the North

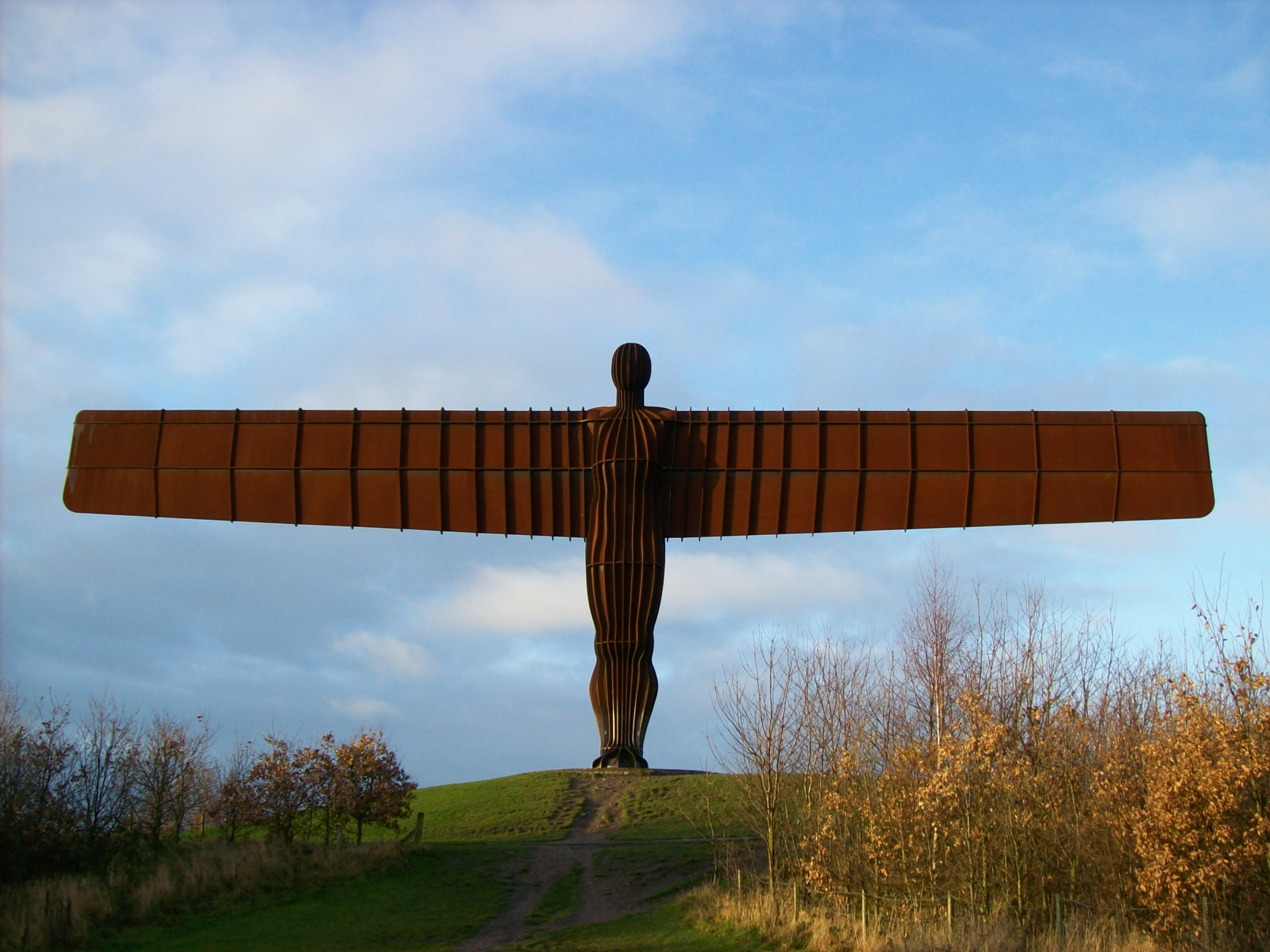
Angel of the North i november 2009.

The Angel of the North är en stålskulptur belägen i Gateshead, England, utförd av Antony Gormley.
Skulpturen föreställer en ängel, väger 200 ton, är 20 meter hög och har ett vingspann på 54 meter. Under statyn löper betongfundament cirka 20 meter ner i marken.
Angel of the North började konstrueras 1994 och färdigställdes 1998. Den totala kostnaden för verket blev 800 000 pund.

## Bilder

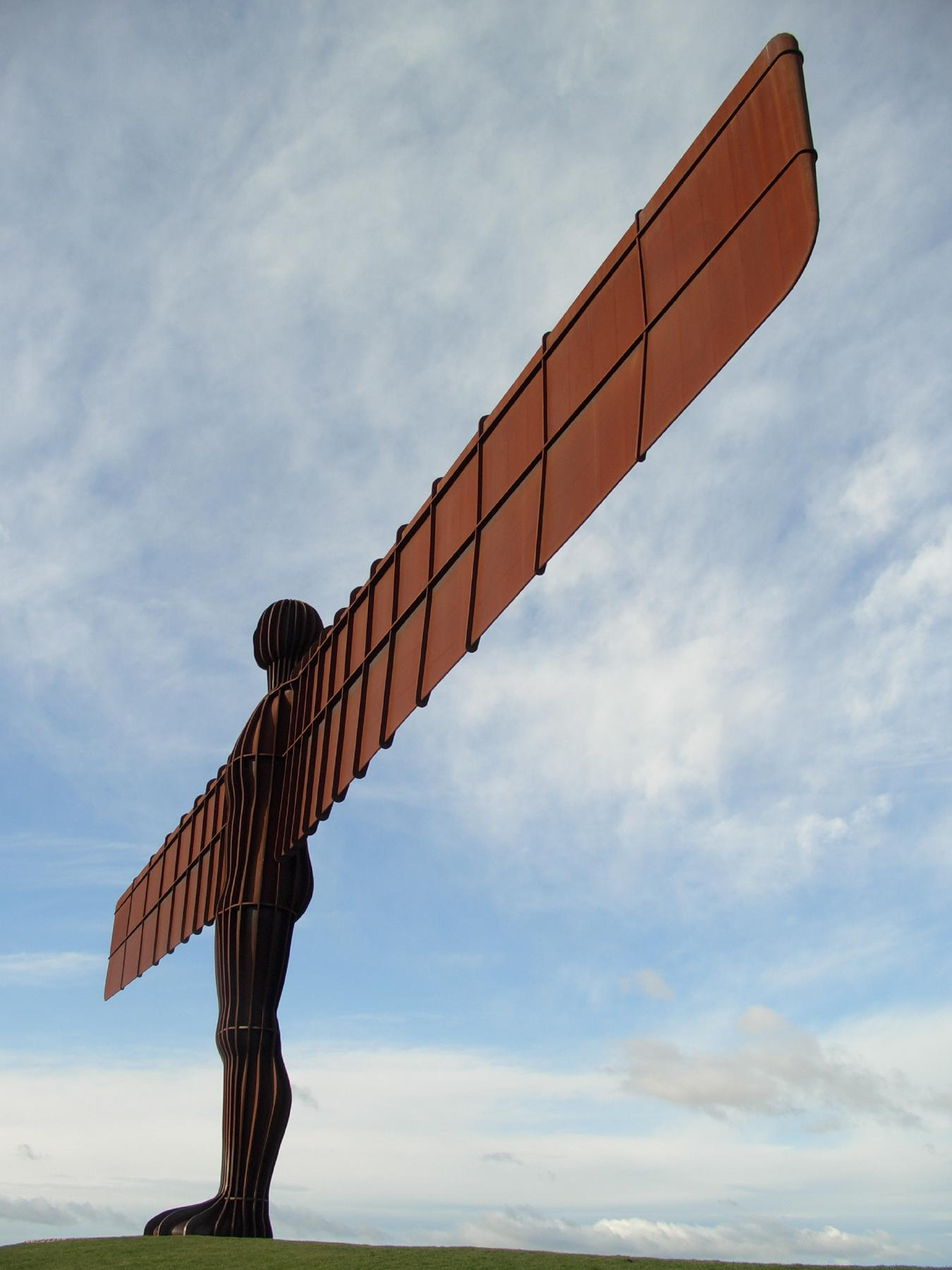
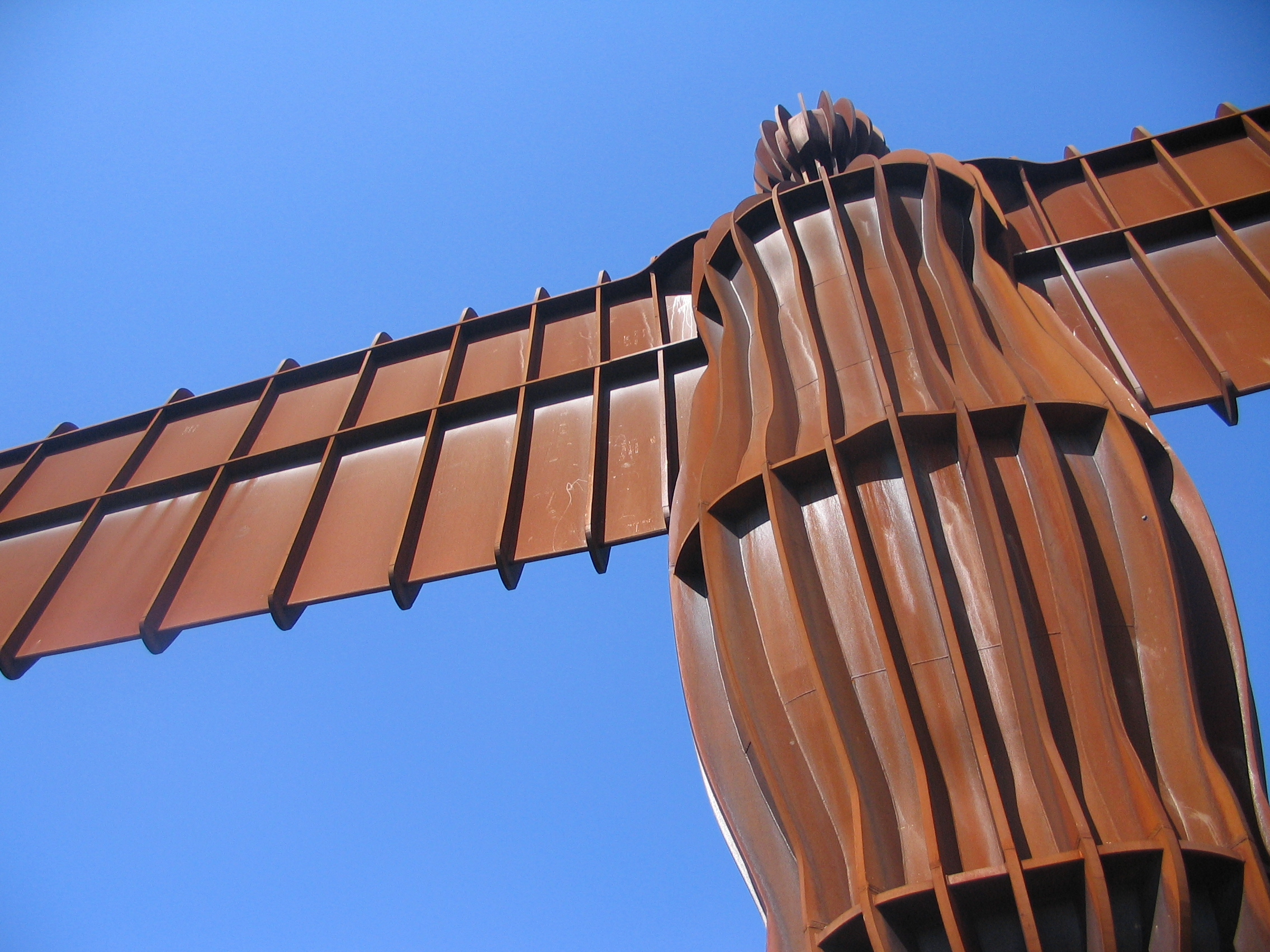
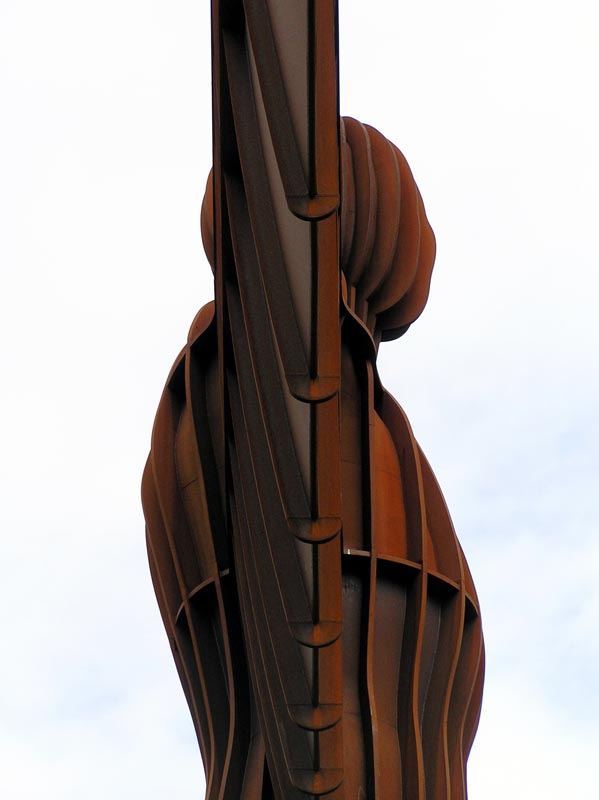
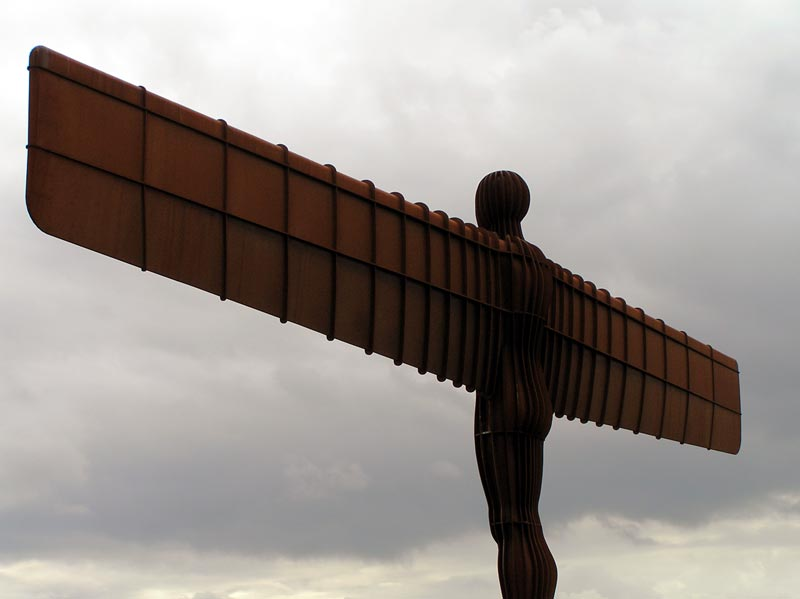